# Esdras Amado López
Esdras Amado López Rodríguez, nacido el 15 de abril de 1964 en Choluteca, Honduras, es un periodista, empresario y político hondureño quien fue diputado por Libre en el Congreso Nacional de Honduras durante el período 2014-2018. También fue militante del Partido Frente Amplio y fundador del Partido Nueva Ruta de Honduras (PNRH) en el 2019. Fue el candidato presidencial por este partido político en las Elecciones generales de Honduras de 2021 el 28 de noviembre del 2021.

## Carrera
Esdras Amado López logró su bachillerato en Ciencias y Letras en el centro educativo Santa María Goretti. Se graduó posteriormente en periodismo en la Universidad Nacional Autónoma de Honduras. Inició su carrera como cronista deportivo para Radio América, en 1982; luego ingresó al periodismo televisivo por medio de Abriendo Brecha, del cual salió para formar su propio noticiero.
El 4 de octubre de 1999 fundó el programa Así se informa, que luego pasó a formar parte de lo que se conoce actualmente como el canal de televisión Cholusat Sur. Durante su carrera periodística, Esdras Amado López se ha dado a conocer como un periodista controversial, pues durante sus programas televisivos ha criticado fuertemente a personajes políticos de Honduras. Es ex-simpatizante del Partido Libertad y Refundación y fungió como diputado por el Departamento de Francisco Morazán en el Congreso Nacional de Honduras. Es el fundador del movimiento Nueva Ruta de Honduras, que fue inscrito en los órganos electorales como Partido Político. Actualmente es un partido fracasado y que ya no tiene validez para futuras elecciones, ya que no sacó los votos suficientes a nivel nacional.en 1982ysfg